# Artur Amon
Artur Amon, né le 17 février 1916, à Tartu, en Estonie et décédé en août 1944, à Tartu, en République socialiste soviétique d'Estonie, est un ancien joueur estonien de basket-ball.